# Mouvement pour l'autodétermination de Bakassi

Drapeau de la République démocratique de Bakassi, tel que proposé par le BAMOSD.

Le Mouvement pour l'autodétermination de Bakassi (BAMOSD) est une organisation militante qui cherche à obtenir l'indépendance de Bakassi, un territoire du Cameroun, et la formation de la République démocratique de Bakassi. Le mouvement a joué un rôle de premier plan dans le conflit de Bakassi. 

## Histoire
Selon un courriel envoyé par Sive Ogan, un membre du BAMOSD, la décision de déclarer la sécession du Nigeria a été prise lors d'une réunion à Yenagoa, dans l'État de Bayelsa, le 2 juillet 2006.
Elle a fait deux déclarations d'indépendance depuis sa fondation en 2006 : une le 2 août 2006 à la lumière de l'accord de Greentree entre le Nigeria et le Cameroun, et une autre le 31 juillet 2008 (deux jours moins de deux ans après la première déclaration d'indépendance). Dans cette dernière déclaration, Akwa Obutong a été déclarée capitale de la république.
L'un des premiers dirigeants de l'organisation, Tony Ene Asuquo (en), est mort moins d'un mois après la première déclaration d'indépendance dans un mystérieux accident de voiture.

## Soutien et affiliations
Les médias nigérians et camerounais ont indiqué que le BAMOSD est soutenu par le mouvement militant MEND, qui s'oppose au gouvernement fédéral et à l'industrie pétrolière prédominante dans le delta du Niger, et par le SCAPO, qui cherche à obtenir l'indépendance de la région voisine du Cameroun anglophone sous le nom de République d'Ambazonie.
Le 31 octobre 2008, des hommes armés à bord de hors-bords ont enlevé et menacé de tuer 10 membres d'équipage du navire de service offshore français (OSV) "Bourbon Sagitta" près de la péninsule de Bakassi. Les propriétaires du navire ont déclaré que les personnes prises en otage étaient sept ressortissants français, deux Camerounais et un Tunisien. Un groupe appelé Bakassi Freedom Fighters a revendiqué l'attaque.
Le chef du groupe, Ebi Dari, a déclaré à Randy Joe Sa'ah, de la BBC, au Cameroun, que le gouvernement camerounais avait sept jours pour entamer un dialogue. Il a déclaré que le gouvernement avait été averti il y a plusieurs mois qu'il n'y aurait pas de paix à Bakassi s'il ne parlait pas avec les Bakassi Freedom Fighters. Il a déclaré que le groupe s'opposait à la sécession de la péninsule de Bakassi, riche en pétrole, du Nigeria au Cameroun.
L'agence de presse Reuters a rapporté que l'attaque avait été menée conjointement avec un second groupe appelé Niger Delta Defence and Security Council (NDDSC).
Le 5 novembre 2008, le commandant du groupe militant, Ebi Dari, a confirmé que l'un des otages français sous sa garde avait été tué lors d'une tentative de sauvetage ratée par des soldats camerounais. Toutefois, il a ensuite été signalé que le marin signalé comme tué était toujours en vie.
Le 5 novembre 2008, Groupe Bourbon a annoncé que les 10 membres de son équipage avaient été libérés.